# Anur Hunasenahalli, Sidlaghatta
Anur Hunasenahalli là một làng thuộc tehsil Sidlaghatta, huyện Kolar, bang Karnataka, Ấn Độ.